# Облигационо право
Облигационо право је грана приватног права у оквиру система грађанског права и правна дисциплина која проучава правно уређење облигационих односа. Облигација представља правну везу (vinculum iuris) којом су једна или више страна (дужника) дужне да поступе или се уздрже од одређеног поступка. Облигација, стога, намеће дужност испуњења дужнику, а истовремено ствара право на захтевање испуњења код повериоца коме се извршење испоручује.
Израз „облигационо право“ има више значења у правном контексту, а најчешће се користи у следећим аспектима:
- Предмет студирања: Као наставни предмет на правним факултетима.
- Научна дисциплина: Област права која се бави проучавањем уређења облигационих односа.
- Објективно облигационо право: Део материјалног грађанског права који регулише саму природу облигационих односа.
- Субјективно облигационо право: Права поверилаца на дуговану чинидбу.

### Историја облигационог права
Облигационо право спада у ред најстаријих правних дисциплина. Кроз преузете принципе римског права ствара се широка основа на којој ће почетком 19. века и касније бити постављене тзв. модерне кодификације грађанског права. Облигационо право са својим институтима и правилима истовремено је и стабилно и променљиво.
Стабилност се огледа у временској постојаности читавог низа правила која долазе још из римског права (начин постанка и престанка облигације, извршења уговора, накнада штете), док се променљивост види у чињеници многих принципа и правила која старом праву нису била позната или су била у почетном облику (принцип консенсуализма, аутономије воље, колективни уговори, осигурање). То је довело данас до тога да је постигнут висок степен уопштавања конкретних облигационих односа.
На промене у облигационом праву утичу различити фактори: економски, степен моралне и техничке цивилизације, филозофско и политичко опредељење једне средине (нпр. индивидуалистичка филозофија и либерализам утицали су на стварање тзв. теорије о аутономији воље). Утицај ових општих филозофских и политичких погледа нарочито је видљив код установе јавног поретка – ова установа нема унапред дату садржину већ се она мења у зависности од одређених ванправних чињеница.
У 19. веку, један од највећих корака у развоју облигационог права био је доношење Наполеоновог кодекса (Code Napoléon) 1804. године у Француској. Овај кодекс је представљао прву кодификацију савременог грађанског права која је обухватала све аспекте грађанског права, укључујући и облигационо право. Наполеонов кодекс је имао велики утицај на правне системе других земаља, укључујући Италију, Шпанију, Белгију, као и делове Латинске Америке.
У Немачкој је 1900. године усвојен Немачки грађански законик (BGB), који је био један од најважнијих правних докумената који је регулисао грађанско и облигационо право у Европи. Овај законик је пружио свеобухватан оквир за облигационо право и постао је модел за развој других правних система.
У савременом праву, облигационо право је често део ширег грађанског права и уређује се кроз националне законе, али и кроз међународне и европске регулације. 
Историјски развој облигационог права није био само резултат правних реформи, већ и економских и филозофских промена. Економска експанзија и развој трговине, као и филозофски правци попут либерализма и индивидуализма, утицали су на формулацију нових правних принципа у облигационом праву, као што су принцип аутономије воље, принцип слободе уговарања и други.

### Дефиниција и појам
Облигационо право се може дефинисати као скуп правних норми које регулишу облигационе односе — правне односе у којима једна страна (поверилац) има право на извршење одређене радње од друге стране (дужника). То укључује право поверилаца на извршење обавеза (субјективно право) и правила која регулишу тај процес (објективно право).
- Објективно облигационо право: Обухвата правне норме које уређују настанак, садржај, пренос и престанак обавеза у облигационим односима.
- Субјективно облигационо право: Право повериоца да захтева од дужника извршење дугованих радњи, што подразумева дужникову обавезу.

Иако се термини „обавезно право“, „тражбено право“ и „дуговинско право“ такође користе, израз „облигационо право“ је најшире прихваћен у српском правном систему због своје неутралности и универзалне употребе у правним прописима и судској пракси.

### Облигационо право у Србији
Облигационо право у Србији је део грађанског права и регулише облигационе односе, односно правне односе који проистичу из уговора, штетних догађаја, стицања без основа, пословодства без налога и других законом одређених чињеница које доводе до настанка облигација, Ово право обухвата  правила која се односе на настанак, пренос, измену и престанак обавеза.

#### Извори облигационог права у Србији
Облигационо право у Србији регулише се Законом о облигационим односима (ЗОО), који је усвојен 1978. године и од тада је више пута мењан и допуњаван. Овај закон садржи свеобухватна правила која се односе на различите облигације и друга питања која утичу на обавезе и права страна у облигационим односима. ЗОО је у великој мери инспирисан принципима континенталног права и има значајан утицај на правни систем Србије.
Поред самог ЗОО, облигационо право у Србији се заснива и на другим правним изворима, као што су Устав Републике Србије, потврђени међународни уговори, други закони, подзаконски акти, аутономни општи акти правних лица и правни обичаји.

### Разлике у односу на друге гране права
Облигационо право се од стварног права разликује по читавом низу правних карактеристика. По субјектима, који су увек одређена лица, по свом релативном карактеру, по предмету, јер је код стварног права предмет ствар, а код облигационог давање, чињење и трпљење, по дејствима застарелости и сл.
Облигационо право се од наследног, које је такође део грађанског права, разликује јер се наследно право бави правним регулисањем имовинскоправних односа за случај смрти једног лица (послови mortis causa), док облигационо право регулише послове за живота лица (inter vivos).
Облигационо право са својом особином да регулише промет робе и услуга не раздваја се од трговинског (привредног) права. Међутим, због специфичности послова које углавном произилазе из посебног статуса њихових субјеката, постоји низ правила која важе само за привредно, а не и за облигационо право. Та разлика не утиче на потпуно раздвајање материје у смислу посебних законика, мада је у неким правним системима и то случај.

### Значај
Облигационо право је од суштинског значаја у друштвима где је промет роба и услуга развијен и интензиван. Оно регулише бројне аспекте свакодневног живота, као што су:
- Закључивање и раскид уговора.
- Питања преноса дуга и уступања потраживања.
- Одговорност за штету и ослобађање од одговорности.
- Обезбеђење права поверилаца и утицај на права из других области права (нпр. стварно право, наследно право).